# Buchnera bowalensis
Buchnera bowalensis är en snyltrotsväxtart som beskrevs av A. Chevalier. Buchnera bowalensis ingår i släktet Buchnera och familjen snyltrotsväxter. Inga underarter finns listade i Catalogue of Life.